# تامی بولت
تامی بولت (انگلیسی: Tommy Bolt؛ ۳۱ مارس ۱۹۱۶ – ۳۰ اوت ۲۰۰۸) یک گلف‌باز بود.